# カザスコ・ディンテルヴィ
カザスコ・ディンテルヴィ（イタリア語: Casasco d'Intelvi）は、イタリア共和国ロンバルディア州コモ県チェントロ・ヴァッレ・インテルヴィに属する分離集落（フラツィオーネ）。
かつては独立したコムーネであったが、2018年1月1日にカスティリオーネ・ディンテルヴィ、サン・フェデーレ・インテルヴィと合併して新自治体の一部となった。

## 地理

### 位置・広がり
コモ県西部、ヴァル・ディンテルヴィ（インテルヴィ谷）に位置するコムーネ。県都コモから北へ14kmの距離にある。

#### 隣接コムーネ
コムーネとしてのカザスコ・ディンテルヴィは、以下のコムーネと隣接していた。括弧内のCH-TIはスイスティチーノ州所属を示す。
- Cabbio (CH-TI)
- カスティリオーネ・ディンテルヴィ
- チェラーノ・ディンテルヴィ
- サン・フェデーレ・インテルヴィ
- スキニャーノ